# 木村浅七

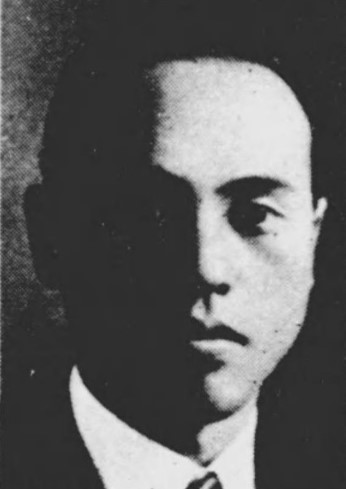
木村浅七

2代 木村 浅七（淺七、きむら あさしち、1891年（明治24年）11月10日 - 1982年（昭和57年）3月3日）は、日本の実業家、政治家。衆議院議員、栃木県足利市長。幼名・保之助。

## 経歴
栃木県足利郡足利町助戸（現足利市助戸）で、木村国三郎、タキ夫妻の二男として生まれる。1898年（明治31年）祖父浅七の養子となる。1913年（大正2年）東京高等商業学校を卒業した。
1914年（大正3年）家業の輸出絹織物製造販売業に従事。1915年（大正14年）市場調査のためオーストラリア、インドなどに渡航。1916年（大正5年）祖父の死去に伴い2代浅七を襲名した。木村工場を引き継いで事業を拡大。明治紡績監査役、野沢屋輸出店監査役、両毛整織監査役、日本輸出人造織物工業組合連合会監事、足利輸出絹組合理事、人絹織物工業組合理事、足利銀行取締役、桐生機械工業取締役などを務めた。
政界では、1917年（大正6年）4月、足利町会議員に選出され、1925年3年から1945年（昭和20年）12月まで足利市会議員に在任し、この間、市会副議長、同議長も務めた。1934年（昭和9年）3月から1936年（昭和11年）12月まで栃木県会議員となり、同副議長にも在任した。1936年（昭和11年）2月、第19回衆議院議員総選挙に栃木県第2区から立憲民政党所属で出馬して当選。第20回総選挙でも当選し、その後、翼賛議員同盟に所属し、衆議院議員を連続2期務めた。
1945年12月、足利市長に就任。以後、1967年（昭和42年）4月まで連続6期市長に在任し、戦後の市勢発展の基礎の確立に尽力した。1967年に第1号の足利市名誉市民となる。
1982年3月、急性心不全のため足利市の足利赤十字病院で死去した。

## 親族
- 母 木村タキ（祖父・浅七長女）[5]
- 妻 木村すま（5代正田文右衛門四女）[4]